# Kaja Štiglic
Kaja Štiglic, slovenska filmska igralka in plesalka, * 3. marec 1972, Ljubljana.
Kaja Štiglic, hčerka filmskega režiserja Tuga Štiglica je najbolj znana po svoji vlogi v filmih Poletje v školjki, sicer je od otroštva plesalka plesnih šol Kazina in Mojce Horvat. Danes živi in ustvarja plesno kariero v Združenih državah Amerike.
1987 je z Davorjem Božičem nastopila na Pop delavnici.

## Filmografija
- Unconditional Love (2002)
- Poletje v školjki 2 (1988)
- Poletje v školjki (1985)